# Staffan Larsson
Staffan Larsson (ur. 10 lutego 1970) – szwedzki biegacz narciarski, zawodnik klubu IFK Mora.

## Kariera
Po raz pierwszy na arenie międzynarodowej Staffan Larsson pojawił się 29 listopada 1992 roku w Idre podczas zawodów FIS Race. W zawodach tych zajął 11. pozycję na dystansie 15 km techniką dowolną. W Pucharze Świata zadebiutował 27 listopada 1994 roku w Kirunie, zajmując 40. miejsce w biegu na 10 km stylem klasycznym. Pierwsze pucharowe punkty zdobył niecałe trzy miesiące później - 4 lutego 1995 roku w Falun zajął 29. miejsce na dystansie 30 km klasykiem. Najlepsze wyniki osiągnął w sezonie 1994/1995, kiedy zajął 87. miejsce w klasyfikacji generalnej. Od 2000 roku startował w cyklu FIS Marathon Cup, dwukrotnie stając na podium. W klasyfikacji końcowej sezonu 1999/2000 był drugi, ulegając tylko Raulowi Olle z Estonii i bezpośrednio wyprzedzając Czecha Stanislava Řezáča. Nigdy nie brał udziału w igrzyskach olimpijskich ani mistrzostwach świata. W 2005 roku zakończył karierę.

## Osiągnięcia

### Puchar Świata

#### Miejsca w klasyfikacji generalnej
- sezon 1994/1995 – 87.
- sezon 1999/2000 – 95.

#### Miejsca na podium
Larsson nigdy nie stał na podium indywidualnych zawodów Pucharu Świata.

### FIS Marathon Cup

#### Miejsca w klasyfikacji generalnej
- sezon 1999/2000: 2.
- sezon 2000/2001: 10.
- sezon 2001/2002: 87.
- sezon 2002/2003: 16.
- sezon 2003/2004: 16.
- sezon 2004/2005: 32.

#### Miejsca na podium
| Nr | Dzień   | Rok  | Zawody     | Dystans                 | Czas biegu | Strata    | Pozycja | Zwycięzca       |
| -- | ------- | ---- | ---------- | ----------------------- | ---------- | --------- | ------- | --------------- |
| 1. | marzec  | 2000 | Vasaloppet | 90 km stylem klasycznym | 4:14:38 h  | +4:40 min | 3.      | Raul Olle       |
| 2. | 4 marca | 2001 | Vasaloppet | 90 km stylem klasycznym | 4:01:22 h  | +1 s      | 2.      | Henrik Eriksson |